# Маргулес, Макс
Макс Маргулес (пол. Max Margules, 23 апреля 1856, г. Броды, Королевство Галиции и Лодомерии — 4 октября 1920, г. Перхтольдсдорф, Австрия) — австрийский математик, физик, химик и метеоролог еврейского происхождения. Он связал угол наклона поверхности разрыва к плоскости горизонта с плотностью (или температурами) и скоростями воздушных масс при геострофичном движении, параллельном поверхности разрыва и вывел это в 1906 г. в своём уравнении, которое известно как «уравнение Маргулеса».

## Биография
В 1872-1876 гг. он учился в Венском университете. С 1877 г. работал в Центральном институте метеорологии и геодинамики (нем. ZAMG) в Вене, с 1879 г. оставил его для того чтобы продолжить обучение в Берлинском университете. В 1880 г. окончил учебу, впоследствии защитил кандидатскую диссертацию по электродинамике. Во время докторских студий работал частным преподавателем (приватдоцентом), работа которого была неоплачиваемой, но позволила ему читать лекции для студентов вуза. Эти лекции давали ему определенный доход. Впоследствии администрация вуза предложила ему должность преподавателя, но с одним условием: отречься от родительской веры - иудаизма и перейти в католицизм, но Маргулес отказался. Так была закончена его академическая карьера и он оставил в Берлинский университет.
В 1882 г. он вернулся в ZAMG, где получил должность секретаря университета, на которой проработал 24 года. Там сосредоточился на изучении электро - и гидродинамики. В 1906 г., как и раньше отказываясь менять верну и разочарованный своим недостатком академического успеха в рамках австро-венгерской академической системы, он ушел на раннюю пенсию. Также он покинул поле метеорологических исследований и в своём доме создал химическую лабораторию, где сосредоточился на независимых исследованиях.
Первая группа работ Маргулеса посвящена изменениям барометрического давления и их двойных суточных колебаний через внутренние колебания и волны в свободной атмосфере Земли.
Вторая группа работ посвящена воздействию горячих и холодных воздушных масс на климат. В 1890-х гг. он организовал сеть близко расположенных станций в 60-километровом радиусе вокруг Вены, оснащенных термобарографами. За счёт этих исследований он показал прогресс холодных и горячих волн давления и бури, и сумел прийти к пониманию этого явления. В 1901 г. он показал, что кинетическая энергия в штормах должна быть намного больше, чтобы быть полученным градиентом давления. Его вывод позже заменил принятую теорию о происхождении ветров. В ежегоднике Центрального института метеорологии и геодинамики Маргулес опубликовал свою наиболее важную работу с энергии штормов в 1903 г. Здесь он заменил «энергию шторма» на «потенциальную энергию распределения масс на вертикальной плоскости», известную как уравнение Дюгема — Маргулеса. Это дало трехмерное распределение энергии вместо ранее принятого двумерного распределения. Он подчеркнул, что изучение воздушных масс в их космической экспансии привело к пониманию их движений и доказало невозможность понять проблему только за методами поверхностных барометров.
В 1919 г. Австрийское общество метеорологии наградило его серебряной медалью «Благодарности Ханны». Маргулес принял медаль, но от денежной премии отказался. Инфляция после Первой мировой войны сделала его небольшую пенсию недостаточной для проживания. Из-за этого у него развилась острая эдема, которую он отказался лечить, и 4 октября 1920 г. умер от недоедания.

## Работы
Основные труды по динамической метеорологии. Маргулес показал, что основной причиной возникновения циклона является неустойчивое положение масс воздуха в атмосфере. В своём труде «Температурная стратификация в покоящемся и подвижном воздухе» (1906) Макс Маргулес сформулировал условия устойчивости поверхности раздела двух воздушных масс. Работы Макса Маргулеса опровергли конвекционную теорию циклонов и сыграли важную роль в развитии метеорологии. Также является автором классического труда по метеорологии «Про энергию циклона» (1905).

## Публикации
- Über die Schwingungen periodisch erwärmter Luft, in: Sbb. Wien, math. nat. Kl., Bd. 99, Abt. 2a, 1890
- Luftbewegungen in einer rotierenden Sphäroidschale bei zonaler Druckverteilung, ibid., Bd. 101/02, Abt. 2a, 1892–93
- Vergleichung der Barogramme von einigen Orten rings um Wien, in: Meteorolog. Z., Bd. 14, 1897
- Material zum Studium der Druckverteilung und des Windes in NÖ, in: Jhb. der k. k. Centralanstalt für Meteorol. und Erdmagnetismus in Wien, NF, Bd. 35, 1900; Bd. 37, 1902
- Temperaturstufen in NÖ im Winter 1898/99, ibid., Bd. 36, 1901
- Über den Arbeitswert einer Luftdruckverteilung und die Erhaltung der Druckunterschiede, in: Denkschriften Wien, math.-nat. Kl., Bd. 73, 1901
- Über rasche Erwärmungen, in: Meteorolog. Z., Bd. 20, 1903
- Über Temperaturschwankungen auf hohen Bergen, ibid., Bd. 20, 1903
- Über die Energie der Stürme, in: Jhb. der k. k. Centralanstalt für Meteorol. und Erdmagnetismus in Wien, NF, Bd. 42, 1905
- Über Temperaturschichtung in stationär bewegter und in ruhender Luft, in: Meteorolog. Z., Hann-Bd., 1906
- Über die Zusammensetzung der gesättigten Dämpfe von Mischungen. Sitzb. der math.-nat. Classe der kaiserlichen
- Akademie der Wissenschaften Wien 104, 1885
- Über die Änderung des vertikalen Temperaturgefälles durch Zusammendrückung oder Ausbreitung einer Luftmasse, ibid., Bd. 23, 1906
- Zur Sturmtheorie, ibid., Bd. 23, 1906; etc.